# Maurycy Orgelbrand

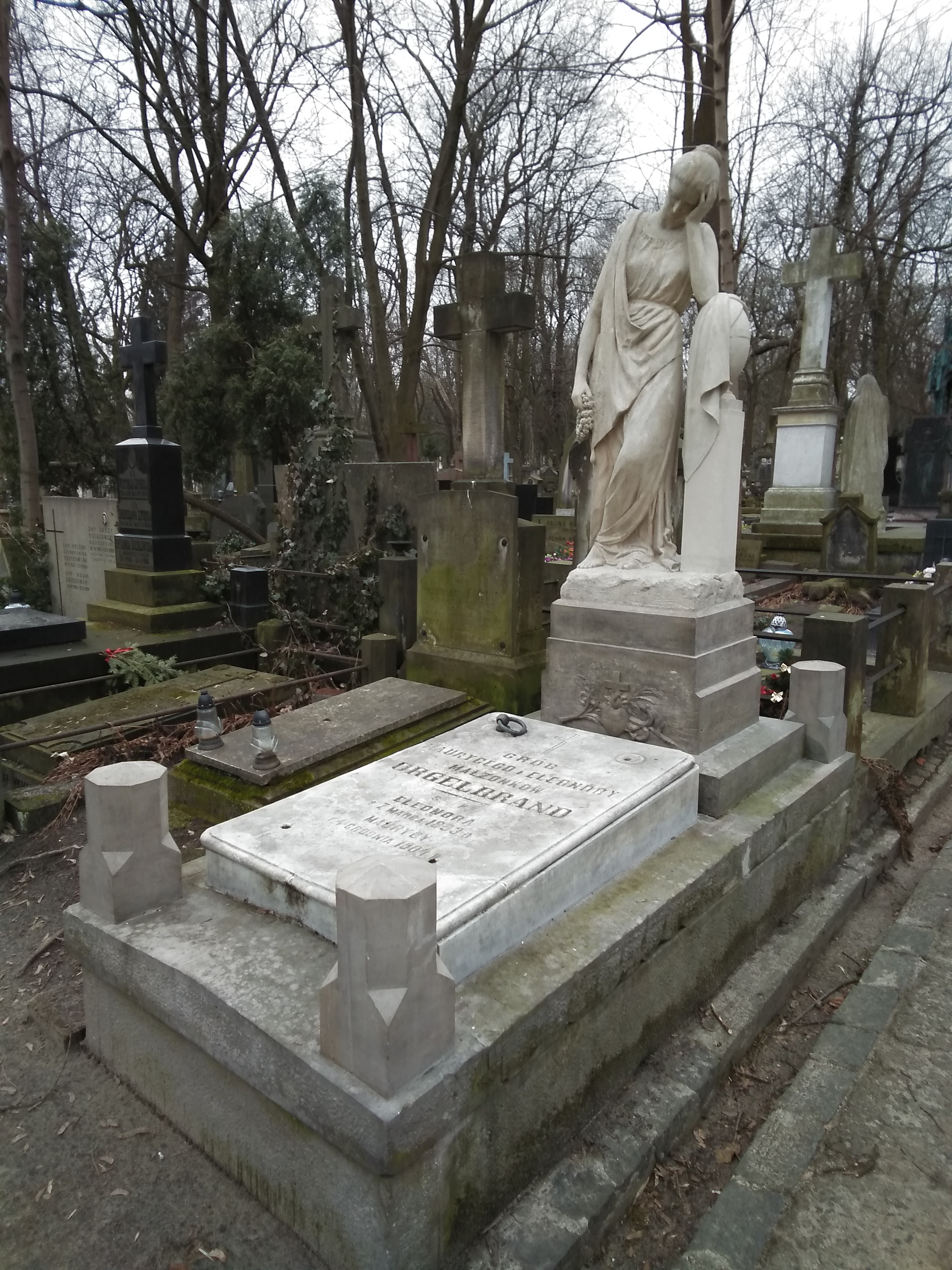
Grób Maurycego Orgelbranda na cmentarzu Powązkowskim

Maurycy Orgelbrand (ur. 1826 w Warszawie, zm. 4 grudnia 1904 tamże) – polski księgarz i wydawca, syn niezamożnego żydowskiego kupca, młodszy brat Samuela Orgelbranda. W młodości ukończył szkołę rabinów, ale przeszedł na wyznanie rzymskokatolickie.

## Życiorys
Otrzymawszy w kwietniu 1853 od brata Samuela 4500 rubli pożyczki uruchomił księgarnię nakładową wraz ze składem nut w Wilnie przy ul. Świętojańskiej, której po spłacie połowy długu stał się właścicielem. Zaraz po jej otwarciu Władysław Syrokomla opisał ją w żartobliwym wierszu „Księgarnia”. Sprzedawał tam także papier, obrazy, a nawet fortepiany i pianina. Równocześnie uruchomił w niej wypożyczalnię książek polskich i obcojęzycznych (głównie francuskich), rozwinął też prenumeratę czasopism.
Jednym z ważniejszych przedsięwzięć Maurycego Orgelbranda w pierwszym okresie jego działalności, w Wilnie, było wydanie Słownika języka polskiego... do podręcznego użytku (tzw. wileńskiego). Prace nad nim podjął już w 1854, jego „staraniem i kosztem”, a przy merytorycznym udziale A. Zdanowicza, M. Bohusza-Szyszki, J. Filipowicza, F. Czepielińskiego, W. Tomaszewicza, W. Korotyńskiego, B.F. Trentowskiego i wielu innych ukazał się on w dwóch częściach w 1861.
Przed powstaniem w 1863 roku sprowadzał wydane w Królestwie Kongresowym i w innych krajach książki polskie, które znaleziono podczas rewizji w jego księgarni w 1864, a także regulaminy wojskowe i mapy dla władz powstańczych.
Po powstaniu styczniowym towarzyszył na zesłaniu swojej żonie Eleonorze, która deportowana została „za udział w manifestacji” najpierw do guberni wschodnich, a potem - za korespondencję z księdzem Józefem Steckim do guberni ołonieckiej, aż w 1865 przeniósł się do Warszawy (księgarnię w Wilnie sprzedał w 1866 E.T. Lambeckowi). Tam 16 grudnia 1865 uruchomił przy Krakowskim Przedmieściu 407 (według nowej numeracji - 1) księgarnię nakładową wraz ze składem nut, map, atlasów i globusów i (od 1866) z wypożyczalnią polską i francuską. Tak jak w swojej wileńskiej księgarni, rozwinął też w Warszawie prenumeratę czasopism. W 1871 przeniósł swoją firmę na Nowy Świat 69, a w 1876 przy Senatorskiej 22 (później nr 32) – uruchomił jej filię (sprzedał ją w 1888 lub 1889 J. Guranowskiemu). W 1873 zainicjował Spółkę Wydawniczą Księgarzy warszawskich z udziałami własnymi i innych najpoważniejszych firm wydawniczych: Gebethnera i Wolffa, M. Glücksberga, G. Sennewalda i Edwarda Wendego. Spółka ta, mimo aktywnej działalności, rozwiązana została po kilkunastu latach funkcjonowania, w 1888.
Maurycy Orgelbrand opublikował m.in. ilustrowane edycje klasyki (np. Lilla Weneda J. Słowackiego z rycinami M.E. Andriollego, 1883, Wiesław K. Brodzińskiego z rysunkami J. Kossaka, 1886), piśmiennictwa naukowego - liczne przekłady i prace oryginalne, literaturę piękną, także książki dla dzieci i młodzieży oraz (szczególnie pod koniec życia) – religijne. „dla wyznawców kościoła rzymskokatolickiego”. Wydawał także nuty (m.in. Moniuszki) i mapy oraz czasopisma, np. w latach 1878-1885 - Tygodnik Powszechny (pod własną redakcją, bogato ilustrowany przez M.E. Andriollego, W. Gersona i A. Gierymskiego - cykl „Warszawa w obrazkach”).
W roku 1897 Maurycy Orgelbrand sprzedał księgarnię Marcelemu Machwitzowi, ziemianinowi z kowieńszczyzny, ale prowadził nadal (aż do śmierci) działalność wydawniczą. Księgarnia ta, zmieniając potem wielokrotnie właścicieli zachowywała przez kilkanaście lat w nazwie firmy wciąż nazwisko Orgelbranda.
Żonaty z Eleonorą ze Starkmanów (ur. 1831, zm. 7 marca 1893, młodszą siostrą Anny, żony swego brata Samuela i córką właściciela składu futer), nie pozostawił potomstwa. Zmarł nagle „przygnębiony wielorakimi niepowodzeniami” w wieku lat 78, pochowany został na cmentarzu Powązkowskim (kwatera 30 wprost-3-1). Nagrobek z piaskowca wykonał Teofil Godecki